# Антъни Куин
Антъни Куин (на английски: Anthony Quinn) е американски актьор от мексикански произход, а също така продуцент, писател и художник. Участва в множество филми, постигнали комерсиален успех и признание от критиците, сред които „Пътят“ (La Strada), „Зорба гъркът“ (Zorba the Greek), „Лорънс Арабски“ (Lawrence of Arabia) и „Лъвът на пустинята“ (Lion of the Desert). Има две награди „Оскар за най-добра поддържаща мъжка роля“ за ролите си във „Вива, Сапата!“ (Viva Zapata!) и „Жажда за живот“ (Lust for Life). Има общо 12 деца от 4 различни жени, като между първото и последното му дете разликата е почти 60 години.

## Биография
Антъни Рудолф Оахака Куин е роден на 21 април 1915 г. в Чиуауа, Мексико по времето на Мексиканската революция. Баща Франсиско Куин му е от емигрант от Ирландия, напуснал родината си, за да се сражава на страната на революционера Панчо Виля. По-късно семейството се мести в Лос Анджелис. В автобиографията си „Първородният грях: Самопортрет на Антъни Куин“ (The Original Sin: A Self-portrait by Anthony Quinn) актьорът отрича да е син на „ирландски авантюрист“ и твърди, че това е приказка, съчинена от холивудските публицисти.
В младежките си години Куин се боксира професионално за пари; по-късно изучава изкуство и архитектура при Франк Лойд Райт. Интересът му към изобразителното изкуство се запазва през годините, като той продължава да се занимава с рисуване, както и с колекционерство на модерно изкуство.

## Кариера
Антъни Куин поставя началото на актьорската си кариера през 1936 г., когато участва в пиесата „Чисти легла“ заедно с кинозвездата Мей Уест, и във филма Parole. След тази изява режисьорите и продуцентите от Холивуд забелязват младия актьор. Режисьорът Сесил Демил дава обява във вестника, че търси индианци за филма „Човекът от равнината“. Ролята е малка, но на снимачната площадка Антъни Куин се запозава с дъщерята на Демил - Катрин, и се жени за нея през 1937 г. До 1947 г. Куин изиграва второстепенни роли (обикновено на злодеи от етнически произход - индианци, хавайски вождове, филипински революционери, китайски наемници и арабски шейхове) в над 50 филма. Той се връща на Бродуей, където играе Стенли Ковалски в пиесата на Тенеси Уилямс „Трамвай Желание“.
В началото на 50-те години Куин отново се връща в Холивуд. Големият му пробив идва през 1952 г. с участието му във филма на Елия Казан „Вива, Сапата!“ (Viva Zapata!), където играе редом с Марлон Брандо. Куин получава „Оскар за най-добра поддържаща мъжка роля“ за ролята си на брата на Сапата, с което става първият американец от мексикански произход - носител на наградата. В следващите години участва в няколко италиански филма, като ролята му в „Пътят“ (La Strada) на Федерико Фелини през 1954 г., където си партнира с Джулиета Мазина, се счита за едно от най-добрите му изпълнения.
През 1956 г. Антъни Куин печели втори „Оскар за най-добра поддържаща мъжка роля“ за въплъщението си в образа на художника Пол Гоген в биографичния филм на Винсенте Минели „Жажда за живот“ (Lust for Life). Същата година се снима в „Парижката Света Богородица" с Джина Лолобриджида. Филмът, който му донася първата номинация за „Оскар за най-добра мъжка роля“, е Wild Is the Wind от 1957 г. на режисьора Джордж Кюкор и с участието на Ана Маняни.
През 60-те години кариерата му в киното преживява възход с редица забележителни роли във филмите „Оръдията на Навароне“ (The Guns of Navarone, 1961 г.), „Лорънс Арабски“ (Lawrence of Arabia, 1962 г.) и „Реквием за един боксьор“ (Requiem for a Heavyweight, 1962 г.) с реж. Ралф Нелсън. Големият успех на „Зорба гъркът“ (Zorba the Greek) на Михалис Какоянис през 1964 г. му носи втора номинация за „Оскар за най-добра мъжка роля“. През 1969 г. отново си партнира с Ана Маняни в „Тайната на Санта Виктория“ (The Secret of Santa Vittoria), като и двамата са номинирани за „Златен глобус“ за ролите си във филма.
В началото на 70-те години участва и в телевизионния сериал The Man and the City. През 1983 г. отново се въплъщава в образа на Зорба Гърка за 362 представления на Бродуей, в музикалната адаптация на филма – „Зорба“. Продължава да работи и през 90-те години, с участия във филми за киното и телевизията.

## Личен живот
Личният живот на Антъни Куин е разнообразен и страстен, подобно на героите в неговите филми. Първата му съпруга е актрисата Катрин Демил, осиновена дъщеря на режисьора Сесил Демил, за която се жени през 1937 г. и от която има пет деца: Кристофър (1939 – 1941), Кристина (род. 1 декември 1941 г.), Каталина (род. 21 ноември 1942 г.), Дънкан (род. 4 август 1945 г.) и Валентина (род. 26 декември 1952 г.). Двойката се развежда през 1965 г. заради връзка на актьора с художничката на костюми Йоланда Адолори. Куин се жени за Адолори през 1966 г. и има три деца от нея – Франческо Куин (1963 – 2011), Дани (род. 16 април 1964 г.) и Лоренцо Куин (род. 7 май 1966 г.).
През 1997 г. се развежда за втори път и се жени за секретарката си Катрин Бенвин, от която вече има две деца – Антония Патрисиа Роуз Куин (род. 23 юли 1993 г.) и Райът Никълъс Куин (род. 5 юли 1996 г.). Куин и Бенвин остават женени до смъртта на актьора през 2001 г.
Актьорът има две деца и от Фридел Дънбар – Шон Куин (род. 7 февруари 1973 г.) и Алекзандър Антъни Куин (род. 30 декември 1976 г.).

## Избрана филмография
| Година | Филм                       | Оригинално заглавие            | Роля                                          | Режисьор         |
| ------ | -------------------------- | ------------------------------ | --------------------------------------------- | ---------------- |
| 1939   | Юниън Пасифик              | Union Pacific                  | Джак Кордри                                   | Сесил Демил      |
| 1942   | Черният лебед              | The Black Swan                 | Уогън                                         | Хенри Кинг       |
| 1943   | Инцидентът в Окс-Боу       | The Ox-Bow Incident            | Хуан Мартинес / Франсиско Морез, мексиканецът | Уилям Уелман     |
| 1952   | Вива, Сапата!              | Viva Zapata!                   | Еуфемио Сапата                                | Елия Казан       |
| 1952   | Светът е в ръцете му       | The World in His Arms          | „Португалецът“                                | Раул Уолш        |
| 1953   | Семиноли                   | Seminole                       | Оцеола                                        | Бъд Бетикър      |
| 1954   | Пътят                      | La Strada                      | Дзампано                                      | Федерико Фелини  |
| 1959   | Уарлок                     | Warlock                        | Том Морган                                    | Едуард Дмитрик   |
| 1959   | Последният влак от Гън Хил | Last Train from Gun Hill       | Крейг Белдън                                  | Джон Стърджис    |
| 1960   | Лудетината в розово трико  | Heller in Pink Tights          | Томас (Том) Хейли                             | Джордж Кюкор     |
| 1962   | Лорънс Арабски             | Lawrence of Arabia             | Ауда ибу Тайи                                 | Дейвид Лийн      |
| 1964   | Зорба гъркът               | Alexis Zorbas / Αλέξης Ζορμπάς | Алексис Зорба                                 | Михалис Какоянис |
| 1967   | Двадесет и петият час      | La Vingt-Cinquième Heure       | Йохан Мориц                                   | Анри Верньой     |
| 1970   | Последният воин            | Flap                           | Flapping Eagle                                | Карол Рийд       |
| 1976   | Наследството на Ферамонти  | L'eredità Ferramonti           | Грегорио Ферамонти                            | Мауро Болонини   |
| 1977   | Исус от Назарет            | Jesus of Nazareth              | Йосиф Каяфа                                   | Франко Дзефирели |
| 1993   | Последният екшън герой     | Last Action Hero               | Тони Вивалди                                  | Джон Мактиърнън  |
| 2002   | Отмъщение за Анджело       | Avenging Angelo                | Анджело Алиегхери                             | Мартин Бърк      |